# May Allison

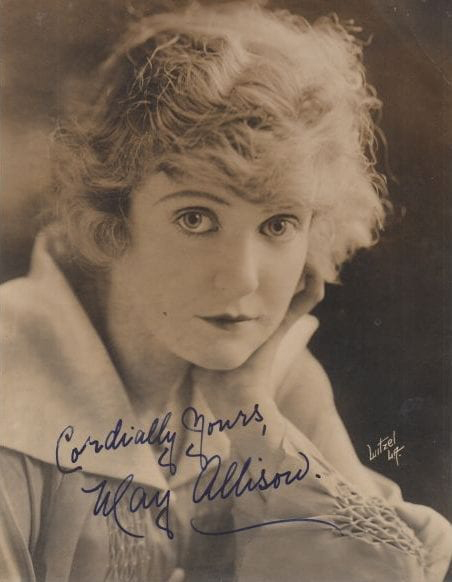
May Allison (Fotografie von Albert Witzel, um 1920)

May Allison (* 14. Juni 1890 in Rising Fawn, Georgia; † 27. März 1989 in Bratenahl, Ohio) war eine US-amerikanische Schauspielerin. Sie erlangte vor allem durch ihre Rollen in Stummfilmen als Partnerin von Harold Lockwood Bekanntheit.

## Leben
May Allison war das jüngste von fünf Kindern des Ehepaars Dr. John Simon Allison und Nannie Virginia Allison. 1914 gab sie ihr Debüt als Schauspielerin im Theaterstück Apartment 12-K am Broadway. Anschließend zog Allison nach Hollywood, um dort eine Laufbahn als Filmschauspielerin zu beginnen. Ihre erste kleine Rolle erhielt sie 1915 an der Seite von Theda Bara in A Fool There Was.
Bekanntheit erlangte Allison im selben Jahr in der weiblichen Hauptrolle in der tragischen Liebeskomödie David Harum an der Seite von Harold Lockwood. Das Leinwandpaar wurde vom Publikum äußerst positiv aufgenommen und spielte daher in den folgenden Jahren gemeinsam in 24 weiteren Filmen. Allison und Lockwood gelten damit als eines der ersten Leinwandpaare der Filmgeschichte.
Nachdem Lockwood 1918 mit nur 31 Jahren an der Spanischen Grippe starb ließ Allisons Filmkarriere stark nach. Sie war weiterhin in Hauptrollen zu sehen, erreichte jedoch nicht wieder ihre alte Popularität. 1927 beendete sie ihre Laufbahn als Schauspielerin mit einer Nebenrolle in Das Fräulein vom Amt.
May Allison war viermal verheiratet. Ihre ersten beiden Ehen mit Colonel J.L. Stephenson (1919 bis 1920) und dem Schauspieler Robert Ellis (1920 bis 1923) wurden geschieden. In dritter Ehe war sie seit 1926 mit dem Verleger James R. Quirk verheiratet, ehe dieser 1932 starb. Ihre vierte und letzte Ehe mit Carl Norton Osborne hielt über vierzig Jahre bis zu dessen Tod im Jahr 1982. Nach ihrer Filmkarriere verbrachte Allison viel Zeit in ihrem Ferienhaus auf Bermuda. Ihren Hauptwohnsitz hatte sie in der kleinen Gemeinde Bratenahl in Ohio, wo sie am 27. März 1989 im hohen Alter von 98 Jahren starb. Allison wurde auf dem Gates Mills South Cemetery im Cuyahoga County beigesetzt.

## Filmografie (Auswahl)
- 1915: A Fool There Was
- 1915: David Harum
- 1915: The Governor’s Lady
- 1915: The Great Question
- 1915: The Buzzard’s Shadow
- 1916: The Other Side of the Door
- 1916: The Gamble
- 1916: The Broken Cross
- 1918: The Winning of Beatrice
- 1919: Luftschlösser (Castles in the Air)
- 1919: Almost Married
- 1919: Fair and Warmer
- 1920: The Cheater
- 1920: Held in Trust
- 1920: Are All Men Alike?
- 1921: The Last Card
- 1923: The Broad Road
- 1926: Eheketten (Mismates)
- 1926: Männer von Stahl (Men of Steel)
- 1926: Wien bleibt Wien (The Greater Glory)
- 1926: The City
- 1927: Das Fräulein vom Amt (The Telephone Girl)